# Karin Mandelstam
Karin Margareta Mandelstam, född 26 mars 1908 i Helsingfors, död 26 oktober 1982, var en finlandssvensk författare och översättare. 
Hon var dotter till professorn i ryska språket och litteraturen Josef Mandelstam (1846–1911) och Kerstin Sergelius. Efter språkstudier och arbete som translator var hon avdelningschef vid finska radions svenska teatersektion 1945–1968. Utöver nedan angivna verk finns sannolikt egna otryckta hörspel och fler otryckta översättningar av dramatik.
Om Mandelstams poesi har Litteraturlexikon (1974) detta att säga: "M:s t formen traditionella men personliga lyrik speglar en hård kamp mot smärta o förtvivlan men också en frisk, sensuell naturupplevelse."

### Översättningar
- Heinrich Hoffmann: Drummelpetter eller lustiga historier och tokroliga bilder (Hasselgren, 1943)
- Pirkko Jaakola: Vaggvisor för uä-barn: radiopjäs (otryckt översättning för Yleisradio 1978)
- Rudolf Jakob Humm: Rousseau var inte hemma: hörspel (otryckt översättning för Yleisradio 1979)
- Eila Pennanen: Mannen och hans tre hustrur: hörspel (otryckt översättning för Yleisradio 1979)
- Olavi Paavolainen: Europeisk Odyssé - den svarta guden (en programsvit byggd på Olavi Paavolainens verk med samma namn, manuskript och regi: Timo Humaloja) (otryckt översättning för Yleisradio 1981)
- Eeva-Liisa Manner: Bränd orange: skådespel (otryckt översättning Yleisradio 1982)
- Eeva-Liisa Manner: Rådjuret: hörspel (otryckt översättning för Yleisradio 1982)